# Hypsipetes guimarasensis
A Hypsipetes guimarasensis a verébalakúak (Passeriformes) rendjébe, ezen belül a bülbülfélék (Pycnonotidae) családjába és a Hypsipetes nembe tartozó faj.

## Rendszerezése
A fajt Joseph Beal Steere amerikai ornitológus írta le 1890-ben, az Iole nembe Iole Guimarasensis néven. Sorolták az Ixos nembe Ixos guimarasensis és a Fülöp-szigeteki bülbül (Hypsipetes philippinus) alfajaként Hypsipetes philippinus guimarasensis néven is.

## Előfordulása
A Fülöp-szigetekhez tartozó Viszajan-szigetek területén honos. Természetes élőhelyei a szubtrópusi vagy trópusi síkvidéki és hegyi esőerdők, valamit cserjések és másodlagos erdők.

## Természetvédelmi helyzete
A Természetvédelmi Világszövetség Vörös listáján nem szerepel.